# Nella vasca da bagno del tempo
Nella vasca da bagno del tempo è un brano musicale della cantautrice Erica Mou, pubblicato come singolo il 21 dicembre 2011.

## Il brano
Il brano è inserito nella riedizione dell'album È, ed è presente anche nella compilation Super Sanremo 2012. È stato scritto dalla stessa Mou, accreditandosi però con il nome di nascita, ed è stato presentato durante le selezioni del concorso Facebook Sanremosocial Day - La sfida, e in seguito è stato portato in gara al Festival di Sanremo 2012 nella categoria Sanremosocial, dove si è aggiudicato il Premio della Critica "Mia Martini", il Premio della Sala Stampa Radio e Tv Categoria Sanremosocial e il secondo posto alla manifestazione canora, sempre nella sezione Sanremosocial.

## Il video
Il video del brano è stato diffuso il 21 dicembre 2011 per la regia di Roberto "Saku" Cinardi.

## Tracce
Download digitale
1. Nella vasca da bagno del tempo - 3:44